# Weinmannia ulei
Espèce
Statut de conservation UICN

 VU D2 : Vulnérable
Weinmannia ulei est une espèce de plantes du genre Weinmannia et de la famille des Cunoniaceae.